# Death's Door
Death's Door (litt. « la porte de la mort ») est un jeu vidéo d'action-aventure, sorti le 20 juillet 2021 sur PC, Xbox One et Xbox Series, développé par Acid Nerve et édité par Devolver Digital. Le jeu est ensuite sorti sur Nintendo Switch, PlayStation 4 et PlayStation 5 le 23 novembre 2021. Le gameplay de Death's Door est souvent décrit comme ressemblant à The Legend of Zelda et Metroid.

## Système de jeu
Le joueur incarne une corneille prénommé Faucheur, équipé d’une grande épée rougeoyante, arrivant dans un monde sans couleurs, composé de plateformes flottantes. Il semblerait que le Faucheur soit l’employé d’une entreprise collectant les âmes défuntes, à l’image de la Mort (d’où son nom de Faucheur). Un de ses responsables l’envoie dans un monde réel afin de collecter une âme démoniaque, et il s'ensuit un petit combat. Mais lorsque le Faucheur s’apprête à récupérer l’âme en question, un autre Faucheur, plus grand et plus âgé, surgit en ouvrant une faille lumineuse, s’empare de l’âme et assomme le Faucheur. Ce dernier devra poursuivre le voleur à travers la faille, et afin de rembourser sa « dette » à son entreprise, explorer divers mondes et récolter diverses âmes.
Le Faucheur possède une épée rouge pour attaquer ses ennemis à bout portant, mais aussi un arc lumineux utilisable grâce à la magie qu’il possède, afin d’attaquer à distance. Le jeu propose un système monétaire d’âmes récoltables afin d’améliorer les capacités du personnage (force, vitesse, dextérité, magie), ainsi que la collection d’objets dits « butins brillants » (rapport à l’obsession des pies et divers corvidés pour les objets brillants). Il est aussi possible d’améliorer sa barre de vie et sa barre de magie grâce à l’obtention de pierres spéciales cachées à travers les biomes du jeu.
Le style du jeu est porté sur le gothique, malgré les couleurs chatoyantes que peuvent proposer certaines zones ; de plus, bon nombre de joueurs et de testeurs ont pris en référence des jeux comme The Legend of Zelda ou TUNIC pour l’aspect aventure du jeu ainsi que pour le style du personnage, mais aussi des jeux Métroidvania pour l’aspect gothique et la diversité des boss ainsi que la durée de vie très réduite dès le début du jeu, et le coût très élevé des améliorations qui donnent au jeu une difficulté propre aux jeux dits « Die and Retry ».